# Виланова ди Кампосампиеро
Вилано̀ва ди Кампосампиѐро (на италиански: Villanova di Camposampiero; на венециански: Viłanova di Canposanpiero, Виланова де Канпосанпиеро) е градче и община в Северна Италия, провинция Падуа, регион Венето. Разположено е на 12 m надморска височина. Населението на общината е 5903 души (към 2010 г.).